# Boeslunde (plaats)
Boeslunde is een plaats in de Deense regio Seeland, gemeente Slagelse. De plaats telt 769 inwoners (2008). Archeologen vonden er begin juli 2015 bijna 2.000 raadselachtige goudkrullen. De haardunne spiralen dateren uit 900 tot 700 jaar voor Christus (bronstijd).